# Ложкин, Андрей Викторович
Андрей Викторович Ложкин (11 июля 1984, Ижевск) — российский футболист, защитник.

## Биография
С 4 до 10 лет занимался хоккеем в Ижевске. В играх на первенство города был замечен футбольным тренером Коробейниковым В.А. Учился в детско-юношеской школе олимпийского резерва при ФК «Динамо» Ижевск. Профессиональную карьеру начал в ижевском «Динамо» — в 2000 году провёл три матча во втором дивизионе. В дальнейшем выступал за клубы первого дивизиона/первенства ФНЛ «Газовик-Газпром» Ижевск (2001—2004), «КАМАЗ» Набережные Челны (2005—2010, 2011), «Урал» Екатеринбург (2011), «Черноморец» Новороссийск (2012). Завершил карьеру в 2013 в клубе ПФЛ «Зенит-Ижевск».
На юношеском чемпионате Европы (до 16 лет) 2001 года в Англии в качестве капитана сборной провёл все 4 матча.
В 2003 году был близок к переходу в московский «Локомотив». Участник Кубка Содружества-2003 в составе юношеской сборной России. Был на просмотре в «Спартаке», в 2008 году — в «Химках».
В 2004 году привлекался к играм за молодёжную сборную России: провёл 6 товарищеских матчей.
Капитан олимпийской сборной России в товарищеском матче с Англией (4:0) в 2005 году.
Тренер в Центре подготовки футболистов клуба «Зенит-Ижевск». В летне-осенней части сезона-2020/21 — тренер в ФК «Зенит-Ижевск». С марта 2022 года — тренер в ФК «Муром».